# MV Retriever
Le MV Retriever est un Landing Craft Utility (LCU) de la Seconde Guerre mondiale transféré à la National Aeronautics and Space Administration (NASA) par l'armée américaine.
Il est utilisé pour former les astronautes américains aux opérations de récupération après l'amerrissage de leurs capsules pendant les programmes Gemini et Apollo de 1963 à 1972. Il a fonctionné principalement dans la baie de Galveston et dans le golfe du Mexique.
En 1972, la NASA a transféré le MV Retriever au Virginia Institute of Marine Science (en) (VIMS) pour aider la recherche marine dans la région de la baie de Chesapeake jusqu'à son démantèlement.

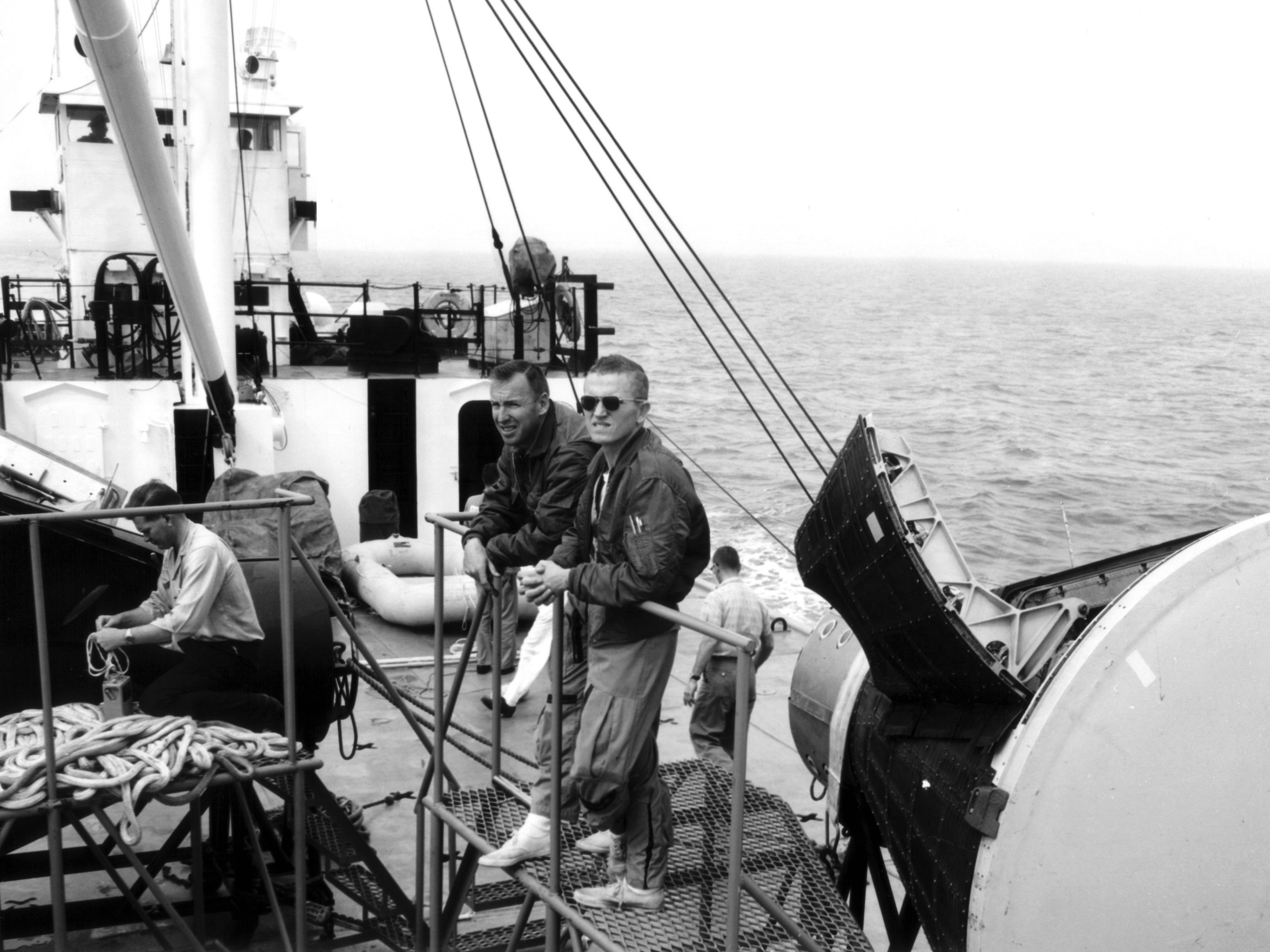
L'équipage de réserve de Gemini 4 à l'entraînement en février 1965.
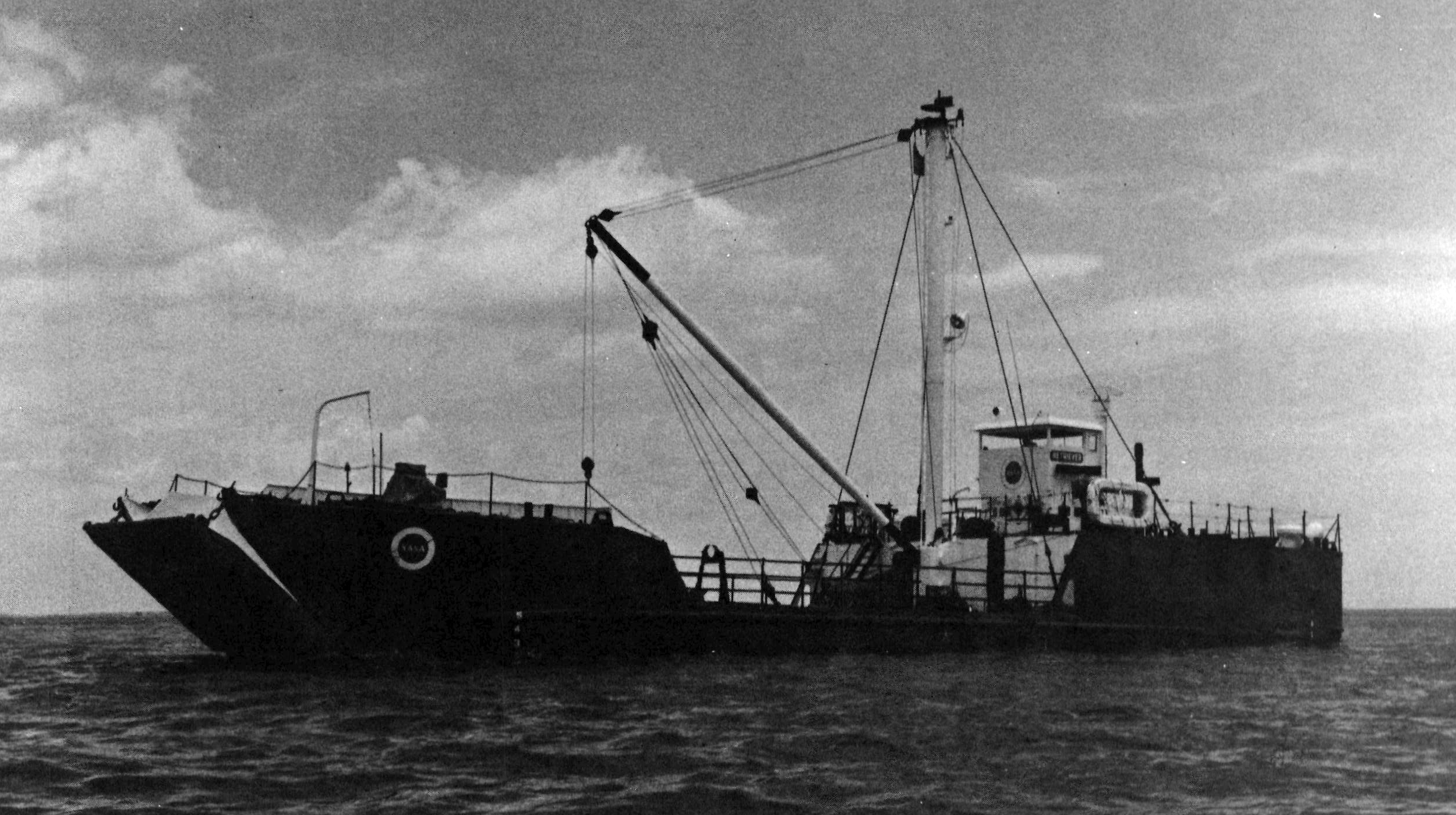
Le MV Retriever en 1963.